# Episodi di Law & Order - I due volti della giustizia (ventiduesima stagione)
La ventiduesima stagione della serie televisiva Law & Order - I due volti della giustizia, composta da 22 episodi, è stata trasmessa in prima visione negli Stati Uniti d'America da NBC dal 22 settembre 2022 al 18 maggio 2023.
In Italia la prima parte di stagione (episodi n° 1-12) è stata trasmessa da Sky Investigation, dal 12 marzo al 16 aprile 2023. La seconda parte (ep. n° 13-22) è stata trasmessa dal 19 novembre al 17 dicembre 2023, sempre su Sky Investigation. 
| n° | Titolo originale           | Titolo italiano            | Prima TV USA      | Prima TV Italia  |
| -- | -------------------------- | -------------------------- | ----------------- | ---------------- |
| 1  | Gimme Shelter – Part Three | Dammi riparo (3ª parte)    | 22 settembre 2022 | 12 marzo 2023    |
| 2  | Battle Lines               | Schieramenti               | 29 settembre 2022 | 12 marzo 2023    |
| 3  | Camouflage                 | Mimetica                   | 6 ottobre 2022    | 19 marzo 2023    |
| 4  | Benefit of the Doubt       | Il beneficio del dubbio    | 13 ottobre 2022   | 19 marzo 2023    |
| 5  | 12 Seconds                 | 12 secondi                 | 27 ottobre 2022   | 26 marzo 2023    |
| 6  | Vicious Cycle              | Circolo vizioso            | 3 novembre 2022   | 26 marzo 2023    |
| 7  | Only the Lonely            | Solo chi è solo            | 10 novembre 2022  | 2 aprile 2023    |
| 8  | Chain of Command           | Catena di comando          | 17 novembre 2022  | 2 aprile 2023    |
| 9  | The System                 | Il sistema                 | 9 dicembre 2022   | 9 aprile 2023    |
| 10 | Land of Opportunity        | La terra delle opportunità | 5 gennaio 2023    | 9 aprile 2023    |
| 11 | Second Chance              | Seconda possibilità        | 12 gennaio 2023   | 16 aprile 2023   |
| 12 | Almost Famous              | Quasi famoso               | 26 gennaio 2023   | 16 aprile 2023   |
| 13 | Mammon                     | Mammone                    | 2 febbraio 2023   | 19 novembre 2023 |
| 14 | Heroes                     | Eroi                       | 16 febbraio 2023  | 19 novembre 2023 |
| 15 | Fear and Lothing           | Paura e disprezzo          | 23 febbraio 2023  | 26 novembre 2023 |
| 16 | Deadline                   | Ultimatum                  | 23 marzo 2023     | 26 novembre 2023 |
| 17 | Bias                       | Pregiudizio                | 30 marzo 2023     | 3 dicembre 2023  |
| 18 | Collateral Damage          | Danno collaterale          | 6 aprile 2023     | 3 dicembre 2023  |
| 19 | Private Lives              | Vite private               | 27 aprile 2023    | 10 dicembre 2023 |
| 20 | Class Retreat              | Ritiro di classe           | 4 maggio 2023     | 10 dicembre 2023 |
| 21 | Appraisal                  | Valutazione                | 11 maggio 2023    | 17 dicembre 2023 |
| 22 | Open Wounds                | Ferite aperte              | 18 maggio 2023    | 17 dicembre 2023 |

## Dammi riparo (3ª parte)
- Titolo originale: Gimme Shelter – Part Three
- Diretto da: Alex Hall
- Scritto da: Rick Eid, Gwen Sigan

### Trama
McCoy, Price e Maroun si stanno mettendo al lavoro per accusare Sirenko. Price, Maroun e Benson chiedono alla ragazza dell'altra persona sulla barca con Sirenko. Scoprono che la persona è Daniel Rublev ed è amico di Putin. Stabler e Jet uccidono qualcuno di nome Andre che sapeva molto di Rublev. Price e Stabler riescono a ottenere prove sufficienti da Andre grazie alle quali McCoy autorizza Cosgrove e Shaw ad arrestare Rublev. Price vuole provare la colpevolezza di Sirenko e Rublev, ma Andre non può testimoniare e l'unica altra persona a poter verificare il video telefonico di Rublev e delle due ragazze è la ragazza. Benson sta cercando di trovarle un parente e la tiene in una casa sicura. Rollins cerca di portarla da Benson, ma finisce in una sparatoria durante la quale Rollins viene quasi uccisa. Benson trasferisce la ragazza in Canada con un parente, cosa che lascia Price infuriato. Price non può estradarla quindi decidono di fare un accordo con Sirenko in cambio di una testimonianza. Stabler è infuriato per questo poiché il suo informatore è stato ucciso da Sirenko. Dopo che Sirenko ha testimoniato, Rublev richiede un accordo, che Price non accetta. Mentre se ne vanno, Rublev viene colpito e ucciso. L'operazione di Sirenko è finita e viene mostrato che Benson ha mentito sul Canada, quando incontra la ragazza a Central Park.
- Questo episodio è l'ultima parte di un crossover che inizia con l'episodio Dammi riparo (1ª parte) (episodio 3x01 di Law & Order: Organized Crime) e continua con l'episodio Dammi riparo (2ª parte) (episodio 24x01 di Law & Order - Unità vittime speciali).

## Schieramenti
- Titolo originale: Battle Lines
- Diretto da: Milena Govich
- Scritto da: Art Alamo

### Trama
La figlia di un politico è stata trovata morta dopo un'apparente rapina. Quando Cosgrove e Shaw iniziano a scoprire i dettagli dietro il suo viaggio, si rendono conto che non si trattava di un atto di violenza casuale. Price fa una mossa rischiosa. Maroun lavora per salvare il caso.

## Mimetica
- Titolo originale: Camouflage
- Diretto da: John Behring
- Scritto da: Pamela Wechsler

### Trama
Una sparatoria mortale nella metropolitana costringe Cosgrove e Shaw a correre per trovare il colpevole prima che venga orchestrato un altro attacco. Price e Maroun stanno lottando per mettere da parte i loro principi etici, mentre l'ufficio del procuratore di stato spinge per la pena di morte nel caso.

## Il beneficio del dubbio
- Titolo originale: The Benefit of the Doubt
- Diretto da: Carl Weathers
- Scritto da: Peter Blauner

### Trama
Quando un giovane autore di un libro sulla sua vita viene trovato morto, Cosgrove chiede aiuto al suo ex mentore per il caso. Price deve affrontare una dura battaglia in tribunale perché la perquisizione e il sequestro sono considerati illegali.

## 12 secondi
- Titolo originale: 12 Seconds
- Diretto da: David Grossman
- Scritto da: Jonathan Collier

### Trama
Cosgrove e Shaw mettono insieme gli indizi sull'apparente omicidio di uno studente di giurisprudenza, svelando una rete di ricatti e bugie. Price si batte per far eliminare una testimonianza scioccante.

## Circolo vizioso
- Titolo originale: Vicious Cycle
- Diretto da: Bethany Rooney
- Scritto da: Pamela Wechsler, Rick Eid

### Trama
Quando uno stilista viene assassinato la notte dell'apertura della sua boutique, Cosgrove e Shaw devono rintracciare il sospettato con poche prove e senza testimoni. Maroun è rimasta sbalordita quando ha scoperto il suo nome sulla lista dei testimoni della difesa.

## Solo chi è solo
- Titolo originale: Only the Lonely
- Diretto da: Elisabeth Röhm
- Scritto da: Pamela Wechsler, Jennifer Vanderbes

### Trama
Una consulente che si era fatta molti nemici a causa dei suoi clienti è stata uccisa. Price e Maroun devono mettere da parte il potenziale danno alla reputazione del testimone per poter sostenere la loro causa. 

## Catena di comando
- Titolo originale: Chain of Command
- Diretto da: Carlos Bernard
- Scritto da: Art Alamo, Gia Gordon

### Trama
Quando un ex combattente militare decorato viene trovato assassinato nella sua città natale, Cosgrove e Shaw lavorano con sua figlia per scoprire un indizio importante. Price e Maroun devono districare le storie di altri membri del servizio collegati alla vittima per sostenere la loro causa.

## Il sistema
- Titolo originale: The System
- Diretto da: Alex Hall
- Scritto da: Rick Eid, Pamela Wechsler

### Trama
Un sospettato di omicidio è sfuggito alla custodia della polizia dopo aver aspettato per mesi il suo giorno in tribunale. Quando il sospettato prende in ostaggio delle persone, Shaw deve rivalutare il suo comportamento come agente di arresto. Price mette in dubbio la sua fiducia nella magistratura.

## La terra delle opportunità
- Titolo originale: Land of Opportunity
- Diretto da: Timothy Busfield
- Scritto da: Art Alamo

### Trama
Quando un senzatetto viene ucciso, le prove portano Cosgrove e Shaw a un misterioso insabbiamento in un cantiere edile. Price e Maroun spingono un testimone chiave a testimoniare, sapendo che la testimonianza potrebbe portare a conseguenze legali.

## Seconda possibilità
- Titolo originale: Second Chance
- Diretto da: Rachel Leiterman
- Scritto da: Pamela Wechsler, Jonathan Collier

### Trama
Quando un ex detenuto viene trovato ucciso, Cosgrove e Shaw arrestano l'improbabile colpevole. Maroun deve mettere da parte i suoi sentimenti personali per il sospettato e assumere la responsabilità in tribunale poiché lei e Price non riescono a concordare la migliore strategia processuale.

## Quasi famoso
- Titolo originale: Almost Famous
- Diretto da: Bethany Rooney
- Scritto da: Pamela Wechsler, Jennifer Vanderbes

### Trama
Quando un adolescente viene ucciso, Cosgrove e Shaw scoprono fino a che punto i ragazzi di oggi sono disposti a spingersi per diventare famosi su Internet. Price e Maroun rischiano di inseguire chi credono sia il vero criminale in questo caso, ma finiscono per tornare al punto di partenza.

## Mammone
- Titolo originale: Mammon
- Diretto da: Joy Lane
- Scritto da: Keith Eisner

### Trama
Quando una studentessa laureata viene trovata morta, Cosgrove e Shaw seguono le prove fino a un sospetto senza un chiaro movente. Quando Price e Maroun scoprono un piano per estorcere denaro alla chiesa, McCoy li avverte di concentrarsi sui sospettati, non sull'istituzione.

## Eroi
- Titolo originale: Heroes
- Diretto da: Alex Hall
- Scritto da: Rick Eid

### Trama
Dopo una sparatoria in un famoso nightclub che lascia a terra una vittima, Cosgrove e Shaw sospettano che il raid fosse uno stratagemma per prendere di mira una singola vittima. Quando il filmato di sicurezza scompare misteriosamente, Price e Maroun devono affidarsi a un testimone che valorizza la reputazione più dei fatti.

## Paura e disprezzo
- Titolo originale: Fear and Lothing
- Diretto da: Yangzom Brauen
- Scritto da: Pamela Wechsler, Ajani Jackson

### Trama
Cosgrove e Shaw devono svelare una serie di false denunce di crimini per arrivare alla verità sull'omicidio di uno stimato medico. Shaw diventa il bersaglio di ritorsioni quando presenta una denuncia contro due agenti di pattuglia.

## Ultimatum
- Titolo originale: Deadline
- Diretto da: Martha Mitchell
- Scritto da: Art Alamo, Gia Gordon

### Trama
Quando un celebre giornalista viene assassinato, Cosgrove e Shaw indagano su un rapporto inedito che coinvolge un importante politico. Price e Maroun stanno combattendo una dura battaglia poiché il loro unico testimone credibile è attualmente in attesa di processo per un altro crimine atroce.

## Pregiudizio
- Titolo originale: Bias
- Diretto da: Alex Hall
- Scritto da: Keith Eisler

### Trama
Quando un difensore d'ufficio viene ucciso, Cosgrove e Shaw sono sorpresi di trovare Price sulla scena del crimine. La sua partecipazione al processo mette a repentaglio il caso.

## Danno collaterale
- Titolo originale: Collateral Damage
- Diretto da: Jean de Segonzac
- Scritto da: Pamela Wechsler

### Trama
Quando una giovane donna muore a causa di una ferita non curata, Cosgrove e Shaw sospettano che fosse sotto l'influenza di una potente setta. Price e Maroun fanno pressione sui suoi membri affinché trovino il vero iniziatore della setta.

## Vite private
- Titolo originale: Private Lives
- Diretto da: Nestor Carbonell
- Scritto da: Art Alamo

### Trama
Cosgrove e Shaw indagano sull'omicidio di un medico di famiglia la cui moglie, politica schietta, sospetta di essere stata presa di mira. Il caso di Price e Maroun è in bilico quando la difesa chiama a testimoniare uno dei giovani pazienti del medico.

## Ritiro di classe
- Titolo originale: Class Retreat
- Diretto da: Milena Govich
- Scritto da: Rick Eid, Keith Eisner

### Trama
Quando un importante uomo d'affari viene trovato assassinato, il suo sorprendente legame con la figlia di Cosgrove aiuta la polizia a fare una svolta nel caso. Price e Maroun non sono d'accordo su come procedere al processo, perché l'età dell'imputato fa emergere un precedente legale che i due avvocati devono tenere in considerazione.

## Valutazione
- Titolo originale: Appraisal
- Diretto da: Michael Pressman
- Scritto da: Pamela Wechsler, Jennifer Vanderbes

### Trama
Cosgrove e Shaw sospettano che una mercante d'arte sia stata assassinata, ma non possono effettuare un arresto finché non trovano il suo corpo. Price e Maroun devono andare a processo con un caso circostanziato e un sospettato con fondi illimitati. Intanto, la squadra festeggia il cinquantesimo compleanno di Cosgrove.

## Ferite aperte
- Titolo originale: Open Wounds
- Diretto da: Alex Hall
- Scritto da: Rick Eid e Pamela Wechsler (sceneggiatura); Gia Gordon e Ajani Jackson (soggetto)

### Trama
Dopo che un senatore degli Stati Uniti viene ucciso durante il matrimonio di sua figlia, McCoy vuole il massimo della pena e perciò si scontra con la figlia, che è avvocato difensore. Price mira a rimanere neutrale, ma non può fare a meno di empatizzare con l'imputato per un trauma condiviso.